# Konsert-caprice over Norske melodier
Konsert-caprice over Norske melodier is een compositie van Johan Halvorsen. Halvorsen schreef het werkje voor een uitvoering van hemzelf en Karl Johannessen op 17 mei 1894. Op de middag- en avondvoorstellingen (in totaal 3) werden meerdere stukken van Halvorsen gespeeld. Halvorsen was een goed violist en dat is aan de muziek te horen, ze is behoorlijk technisch.  
De werktitel van de concert-caprice was Noorse rapsodie voor twee violen (Norsk rapsodi for 2 fioliner), maar Halvorsen schreef later meer Noorse rapsodieën.

## Discografie
- Uitgave Naxos: Natalia Nomeiko en Yuir Zhislin (viool)
- Uitgave MTG: Birgitte Staerness en Berit Cardas